# Sea of Reeds
Sea of Reeds è un singolo del gruppo musicale tedesco The Ocean, pubblicato il 20 marzo 2023 come terzo estratto dal decimo album in studio Holocene.

## Descrizione
Il brano è tra i più sperimentali dell'album e presenta sonorità che uniscono elementi rock progressivo con altri di natura post-rock, con la critica specializzata che lo ha definito complessivamente un punto di incontro tra lo stile dei Radiohead e quello dei Mogwai; Pur avendo un tempo intricato, la sezione musicale è arricchita da una sezione di ottoni e da una melodia di vibrafono che accompagnare la voce di Loïc Rossetti nel ritornello.

Il testo è invece ispirato dall'Esodo narrato nell'Antico Testamento della Bibbia e rappresenta una critica verso i seguaci del cristianesimo nei confronti di Dio, presentando il concetto di amore come dipendenza piuttosto che come una scelta:
(Robin Staps in occasione della presentazione del singolo)

## Video musicale
Il video, diretto da Adrian Shapiro, è stato reso disponibile in concomitanza con il lancio del singolo attraverso il canale YouTube della Pelagic Records.

## Tracce
Testi di Robin Staps, musiche di Robin Staps e Peter Voigtmann.
1. Sea of Reeds – 5:48

## Formazione
Hanno partecipato alle registrazioni, secondo le note di copertina di Holocene:
Gruppo
- Loïc Rossetti – voce
- Paul Seidel – batteria, vibrafono
- Mattias Hägerstrand – basso
- Peter Voigtmann – tastiera, percussioni, arrangiamento
- Robin Staps – chitarra, voce, arrangiamento
- David Ramis Åhfeldt – chitarra

Altri musicisti
- Fritz Mooshammer – tromba, corno
- Steve Thompson – trombone

Produzione
- Robin Staps – produzione, registrazione (Oceanland 2.0)
- Peter Voigtmann – registrazione (Die Mühle)
- David Åhfeldt – registrazione (Oceanland 2.0)
- Loïc Rossetti – registrazione (Oceanland 2.0)
- Steve Thompson – registrazione trombone
- Chris Edrich – produzione vocale
- Karl Daniel Lidén – missaggio, mastering
- Martin Kvamme – artwork, impaginazione
- Stefan Alt – artwork, impaginazione